# Tehnologija srednjeg vijeka
Tehnologija srednjeg vijeka u Europi je oblikovana zahvaljujući nizu međusobno povezanih tehnoloških novina: poljodjelskoj revoluciji, novoj vojnoj tehnici te oslanjanju na vodu i vjetar kao izvore energije. Taj tehnološki razvoj daje važan dio odgovora na pitanje kako se je i zašto Europa preobrazila od kulturne zabiti zasnovane na gospodarstvu jedva naprednijem od onog tradicionalnih neolitičkih zajednica u cvatuću i jedinstvenu, ali i agresivnu civilizaciju, koja će povesti svijet u razvoj znanosti i industrije.
U usporedbi s Istokom i srednjovjekovnim Islamom, kršćanska je Europa još oko 1000. bila uglavnom "prazna". Prema nekim ju je procjenama nastanjivalo oko 22 milijuna ljudi, dok je istodobno oko 60 milijuna ljudi nastanjivalo Kinu, 80 milijuna Indiju i oko 40 milijuna zemlje pod vlašću muslimana. Broj stanovnika drevnoga Rima, koji je u antici bio milijunski grad, pao je na oko 35 000 ljudi, u Parizu je živjelo oko 20 000 ljudi, u Londonu oko 15 000. S druge je strane Kordoba pod vlašću Arapa brojila 450 000 stanovnika, Carigrad 300 000, Kaifeng u Kini 400 000, a Bagdad – tada najveći grad svijeta – oko 1 000 000. Europa je bila kulturna, intelektualna, gospodarska, tehnološka i demografska zabit koja je daleko zaostajala za tehnološkom i znanstvenom vitalnošću tadašnjih središta civilizacije u islamskom svijetu, Bizantu, Indiji i Kini.
U srednjem vijeku su, u mjeri nezapamćenoj od drevnoga Egipta, kultura i pismenost bili ograničeni na svećenstvo. Crkva se je kroz rani srednji vijek brinula za naobrazbu i državnu upravu, a kasnije isto tako i za pravo i medicinu. Kroz cijeli rani srednji vijek, sve do početka 13. stoljeća, čak i u Italiji, svećenici i redovnici su praktično imali monopol na učenost i samu pismenost. Stoga je feudalna državna uprava prešla u ruke svećenstva. Jedna od optužbi na račun Crkve jest da je bila općenito antiintelektualno raspoložena i da su crkveni oci davali prednost vjeri nad razumom, neznanju nad znanjem. Ta tvrdnja općenito nije održiva. Kršćanstvo je religija knjige, svetoga teksta i crkvenim je ocima bilo jasno da se pismenost mora ohrabrivati ako se želi da se čita Biblija. Na duge staze kršćanstvo je postalo glavni pokrovitelj obrazovanja u Europi i mnogo je preuzelo iz klasične intelektualne tradicije. Naravno, crkveni oci su podržavali ono i onakvo obrazovanje kakvo je bilo u skladu s njihovim viđenjem misije Crkve.

## Postignuća srednjovjekovne tehnologije
Srednjovjekovna je Europa dala malo izuma, većina novina je preuzeta od antike ili iz Kine. Srednjovjekovni su zanatlije dokazali svoju umješnost, smionost i umjetnički genij, ali su proizvodi srednjega vijeka općenito bili u tehničkom smislu slabe kvalitete. Srednji je vijek neprestano morao popravljati, nadomještavati, obnavljati. Crkvena su zvona pucala, zgrade su se urušavale. Slabost srednjovjekovne tehničke opremljenosti očituje se nadasve u osnovnim oblastima, u prevlasti alata nad strojem, slaboj djelotvornosti alata, nedostatnosti poljoprivrednih strojeva i tehničkih pomagala koji daju slab prinos, osrednjosti energetske opreme, prijevoza, financijskog i trgovačkog poslovanja. Rast trgovine i poboljšavanje tehnologije proizvodnje i prijevoza gurao je društvo u smjeru novog gospodarstva.
Tehničari i izumitelji srednjega vijeka zapravo su zanatlije. Tek se jedan tehničar uzdiže do stanovitoga stupnja: arhitekt. Njegovo je polje bez sumnje jedino koje je u srednjemu vijeku poprimilo nesporni industrijski vid. Gotička je umjetnost gradnje postala znanošću, a graditelj je postao znanstvenikom. Taj graditelj, koji se nazivlje magistrom i čak pokušava steći naslov magistra kamena (magister lapidum), kao što su drugi magistri filozofije ili prava, koji obavlja proračune sukladno propisima, suprotstavlja se graditelju-zanatliji koji primjenjuje naputke, tj. zidaru.
Kroz cijeli se srednji vijek opaža kronični nedostatak radne snage. Nije više bilo robova, a plemići su trebali sve više zemlje, koja ne znači mnogo bez seljaka, kojih pak nikad nije bilo dovoljno. Obveza redovnika da održavaju što manje dodira s vanjskim svijetom i potreba da zadovolje vlastite gospodarske potrebe, kao i potrebe siromaha i prosjaka, ohrabrili su ih da razviju stanovitu tehničku opremu. Vjerski su redovi nerijetko napredni kad je riječ o vodenicama i vjetrenjačama ili o napretku poljodjeljskih tehnologija. Neki povjesničari smatraju da je pad broja stanovnika uzrokovan zahlađenjem i gladi početkom 14. stoljeća i kugom sredinom stoljeća, također potaknuo šire korištenje tehnologije. Ostalo je manje radnika pa je porasla cijena rada, što je donijelo veću neovisnost svima koji su raspolagali nekom tržišno vrijednom vještinom. To je dovelo i do uspona cehovskih udruženja, u kojima su se okupili zanatlije i trgovci da među sobom odrede pravila i uvjete poslovanja. Manjak radnika podigao je cijenu rada, pa neki povjesničari smatraju da je baš taj čimbenik pokopao feudalizam i rodio početke kapitalizma.

### Materijali: drvo, kamen i željezo
Srednji je vijek svijet drveta. Drvo je u ono doba bilo sveprisutni materijal. A i to je drvo bilo slabe kakvoće, komadi manjih dimenzija i osrednje obrađeni. Veliki komadi u jednom dijelu, za jarbole ili krovnu konstrukciju, teško se sijeku i obrađuju, rijetki su i dragocjeni. Drvo je također bilo jedan od prvih izvoznih proizvoda zapadnoga srednjovjekovlja, a prodavano je muslimanima.
Željezo je na srednjovjekovnome Zapadu bilo rijetko. Sredinom 13. stoljeća engleski franjevac Bartolomej u svojoj enciklopediji De proprietatibus još uvijek spominje željezo kao dragu kovinu, čovjeku korisniju od zlata. Željezo je bilo predmet pozornosti i čak se uspoređivalo s čudom. Kovač je u ranom srednjem vijeku bio izuzetna osoba, bliska vještcu. Dio tog ozračja valja zahvaliti kovaču kao kovaču oružja. Cijenu željeza u srednjem vijeku najbolje pokazuje pozornost koju mu pridaje sveti Benedikt, učitelj srednjovjekovnoga materijalnoga i duhovnoga života. U svojoj Reguli on posvećuje čitavo poglavlje brizi koju redovnici moraju posvećivati ferramenta – alatkama od željeza kojima raspolaže samostan. Opat ih smije povjeriti samo redovnicima u koje ima puno povjerenje, a izgubiti ili oštetiti takve alatke je ozbiljan promašaj za koji su predviđene stroge kazne. Vladari također pridaju veliku vrijednost željeznim plugovima i predviđaju visoke kazne za njihovu krađu.
Srednjem vijeku općenito nedostaje željeza. Vađenje ruda je nedostatno. Slaba djelotvornost naprava za kopanje i dizanje, kao i tehnološka nesposobnost da se ukloni podzemna voda, ograničavaju vađenje na površinska i plitka ležišta. Željezo, bakar, olovo, sol, kositar, zlato i srebro, ne vade se u dovoljnoj količini i u većini slučajeva prerađuju se nerazvijenom opremom i tehnologijom. Nadalje, uz nedostatak željeza u srednjem vijeku, njegov je najveći dio namijenjen izradi oružja. Za plugove, srpove i kose, sjekire, preostaje tek mali dio proizvodnje. Poljoprivredni alat je mahom izrađivan od drveta. Veliki dio alata izrađenog od željeza je zapravo služio za obradu drveta: bradve, sjekire, svrdla, itd.
Materijal koji se u srednjem vijeku nadmeće s drvetom nije željezo, koje se zapravo koristi u malim količinama, već kamen. Drvo i kamen su temeljni materijali srednjovjekovne tehnologije. Graditelji su u isti mah tesari i zidari. Od 11. stoljeća nadalje veliki uzlet gradnje, koji je temeljna pojava srednjovjekovnog gospodarskog razvoja, sastoji se nerijetko u tome da se drvenu konstrukciju zamijeni kamenom: crkve, mostovi, kuće. Kamen je dugo ostao luksuz u odnosu na drvo. Kamen je u odnosu na drvo plemeniti materijal. Imati kuću od kamena znak je bogatstva i moći. Jedan od velikih tehničkih napredaka srednjovjekovlja bio je ponovni pronalazak kamenog svoda i izum novih sustava svođenja. Srednji vijek za nas je veličanstvena zbirka kamena: katedrale i zamkovi. Ali to kamenje je tek beskrajno maleni dio onoga što je bilo. Ostala je tek poneka kost od drvena tijela i skromnijih materijala još podložnijih propadanju: slame, blata, nepečene opeke.

### Vojna tehnika i feudalni sustav
Razvoju feudalnog sustava donekle je pridonijela poljodjelska revolucija. Budući da je teški plug i njegov tim volova skupi alat, onkraj mogućnosti pojedinačnih ratara, on je doveo do razvoja zajedničkog vlasništva i obrazaca komunalne poljoprivrede i komunalnog uzgoja stoke, čime je učvršćeno srednjovjekovno selo i vlastelinski sustav kao temelj europskog društva barem do Francuske revolucije. Sustav otvorenih polja, koji je prihvaćen tijekom Karlova doba (od 8. do 9. stoljeća) omogućio je ratarima da udruže sredstva koja su im stajala na raspolaganju za oranje, uključujući životinje.

#### Vitez na bojnom konju
Stremen je bio ključni izum koji je omogućio pojavu jednog od svojstvenih likova europskog feudalizma – oklopljenog viteza na oklopljenom bojnom konju. Do 9. stoljeća je u Europi ratnik na konju ostao na konju samo dok nije stigao do bojnog polja, kada bi sjahao i borio se kao pješak. Bez stremena koji osigurava stabilnost, samo su se najvještiji konjanici mogli boriti kao prava konjica, te zamahivati mačem i napinjati luk bez da izgube ravnotežu. Stremen su izumili Kinezi u 4. stoljeću i nakon toga se on širi prema Zapadu. Stremen je iznimno jednostavna izrađevina, bez pokretnih dijelova, ali stabilizira ratnika na konju i omogućuje borbu s konja. Sa stremenom i primjereno oblikovanim sedlom je jahač s kopljem pričvršćenim za oklop postao moćna bojna jedinica, pri čemu je impuls zamijenio mišiće u novoj vrsti ratovanja. No otvoreno je pitanje koliko je takvo koplje uistinu rabljeno na bojnom polju, tj. izvan viteških turnira. Prikazi s kraja 11. stoljeća i dalje prikazuju jahače u boju koji bacaju koplja. Europski se vitez razvio u srednjovjekovni ekvivalent tenka, gdje su sve teže oklopljeni vitezovi i konji bili najmoćnija sila na bojnom polju. Europljani su konjici dodali dva izuma: ostruge i uzde.
Nova europska tehnika borbe na konju se skladno preplela s vlastelinskim sustavom uvedenim poljodjelskom revolucijom. Vitez je zamijenio seljaka-vojnika, uobičajenog u ranom srednjem vijeku, a biti vitezom je postao posao s punim radnim vremenom. Cijena opremanja viteza u oklopu, premda prilična, bila je unutar mogućnosti lokalnih vlastelina. Bojni konj je vrijedio 4-10 volova ili 40-100 ovaca. Tipični oklop, načinjen od željeznih prstenova, je vrijedio 60 ovaca. Kako je rasla cijena opreme, vojnu preobrazbu je slijedila društvena. Vitez je od vojnika srednjeg statusa postao član prestižne kaste.
Taj je sustav doveo do pravih feudalnih odnosa, gdje se vazalni vitezovi zaklinju na vjernost i daju svoje oružje u službu višem feudalnom vlastelinu u zamjenu za dio njegove zemlje, kojom vladaju i s koje ubiru porez u njegovo ime. Takvi lokalni odnosi su bili posebno prikladni za decentraliziranu narav europskih društava u srednjem vijeku. Za upravljanje ratarskim gospodarstvom koje ne zahtijeva hidrauličku nadgradnju (velike sustave navodnjavanja) nije potrebna snažna središnja vlast, usporediva s onom birokratskih civilizacija. Vlastelinski sustav je bio dobro prilagođen europskom okruženju. Pojava viteza i europskog feudalizma je dodatno iskovala primjereno lokalne odnose između sela i vitezova i vlastelina koji su njima vladali. Vitez – selo odnos je postao značajkom europskog feudalizma i vlastelinskog sustava, gdje selo duguje "obveze" crkvi i viteškoj vlastelinskoj kući. Preobraženo tijekom poljoprivredne revolucije, selo sada proizvodi višak potreban za izdržavanje vitezova, a ti su vitezovi održavali red, naplaćivali porez i presuđivali u sporovima na lokalnoj razini. Zbog prvorodstva, običaja da se feud prenosi na prvorođenog sina, rastao je broj vitezova bez zemlje i naposljetku je u Europi bilo više vitezova no što ih je ona mogla lako izdržavati.

#### Dvorac i selo
Gospodarska jedinica feudalnoga sustava je selo. Nad njime vlada hijerarhija plemića, svjetovnih ili crkvenih, te biskupa i kraljeva, pod nominalnom vrhovnom vlašću cara i pape. Svaki je plemić mogao držati jedno ili više sela, ili zemlju u različitim selima, gdje su njegovi kmetovi radili da bi uzdržavali sebe i njega. Oni su dužni raditi i prisiljeni i silom ako treba, ali nisu robovi, jer posjeduju i obrađuju i vlastitu zemlju. Plemić je zauzvrat morao jamčiti seljacima zaštitu, a glavna je opasnost prijetila uglavnom od drugih plemića. Glavna dužnost plemića je bila da pođe u rat kad ga gospodar pozove. Zbog nedostatka odgovarajućega prijevoza, viši plemići, čak i kralj s dvorom, morali su obilaziti svoja imanja da bi se prehranili. Plemići i svećenstvo (oko 10% stanovništva) su gotovo posve parazitirali na seoskoj ekonomiji.
Feudalizam je ponajprije ukupnost osobnih veza koje međusobno povezuju u hijerarhiju pripadnike vladajućih slojeva društva. Te se veze oslanjaju na "stvarnu osnovu" – korist koju plemić dodjeljuje svome vazalu u zamjenu za stanoviti broj usluga i zakletvu vjernosti. Feudalizam u strogom smislu je vazalska vjernost. Feudalni sustav se temelji na iskorištavanju zemlje putem vladavine feudalne hijerarhije – seniora i vazala – nad seljacima, te nadilazi okvir vazalskog ugovora ne bi li svakom plemiću, krupnom ili sitnom, osigurao na njegovu posjedu ili feudu ukupnost nadasve širokih prava. Iskorištavanje zemlje, posjed, temelj su društvenog i političkog poretka – vlastelinstva. Središte feudalnog ustroja jest dvorac. Jedna od značajnih pojava u povijesti Zapada od 10. do 13. stoljeća jest utvrđeni zamak, čiji vojni izgled ne bi trebao prikriti njegovo mnogo šire značenje.
Plemić i njegov vazal povezani su vazalskim ugovorom. Vazal se zaklinje na vjernost svome gospodaru. Najstariji tekstovi u kojima se taj pojam spominje datiraju s početka 11. stoljeća. Nakon sklopljenog vazalskog ugovora, vazal duguje svome gospodaru savjet (consilium), koji se općenito sastoji u obvezi sudjelovanja na skupovima što ih upriličuje plemić, a nadasve u dijeljenju pravde u njegovo ime, i pomoć (auxilium), uglavnom vojnu, a ponekad i novčanu. Vazal tako pripomaže plemićkoj upravi, sudstvu i vojsci. Zauzvrat, plemić svom vazalu jamči zaštitu. Protiv nevjerna vazala gospodar može odrediti kaznu, a glavna je uzimanje feuda. Obratno, vazal može uskratiti povjerenje vlastelinu koji ne ispuni svoje obveze i, teorijski, popratiti to odricanjem od lena (feuda). Očigledno, sve se vrti oko lena. Feud najčešće određuje zemlju. To postavlja feudalizam na njegovu seosku osnovu i potvrđuje da je ponajprije riječ o sustavu posjedovanja i iskorištavanja zemlje. Povezanost vazala s lenom potvrđuje nasljednost lena, što je bitan čimbenik feudalnog sustava, a javlja se u 10. stoljeću.

#### Samostrijel
Jedno od najvažnijih srednjovjekovnih oružja je samostrijel. Poznavali su ga Rimljani i Kinezi, ali u antičkom obliku nije bio osobito djelotvoran i iščeznuo je s bojnoga polja. Bit samostrijela je u tome da se luk postavljen na nosaču (kundaku) može jače napeti i tako dati veću brzinu strelici. Srednjovjekovni samostrijel se isprva napinjao tako da se nosač luka uspravno stavio na tlo, a strijelac je stavio stopalo u stremen na dnu nosača, te se sagnuo da bi tetivu luka zakvačio za kuku na opasaču. Uspravljajući se napinjao je luk cijelim tijelom, a ne tek rukom, te je zakvačio tetivu za okidač. U žlijeb na nosaču je stavio debelu strijelu s teškim željeznim vrhom. Samostrijel je bio skuplji od običnoga luka i duže se je pripremao za izbacivanje projektila, ali u obrani utvrde (u pravilu stotinjak zaštićenih branitelja protiv više tisuća napadača) to mu nisu bile mane. Luk samostrijela je poboljšan na prijelazu iz 11. u 12. stoljeće, uvođenjem "kompozitnog" luka (sastoji se iz više različitih materijala) koji je mogao podnijeti jače napinjanje od običnog drvenog luka: s prednje strane luka je dodana traka životinjske tetive, a sa stražnje sloj roga. Kasnije, oko 1370., samostrijeli su se počeli izrađivati od čelika, što je njihov domet povećalo na 400 metara. Takvi su samostrijeli bili opremljeni različitim mehanizmima za napinjanje.

#### Barut i vatreno oružje
Barut i vatreno oružje su ustvari kineski izumi. U Europi se barut prvi put spominje u tekstu Rogera Bacona iz 1268., a čini se da se opis odnosi na kineski vatromet. Dok tehnologija proizvodnje baruta i ranih vatrenih oružja potiče iz Kine, čini se da su topovi nastali u Europi oko 1310. – 1320. Neki dokumenti iz Firence iz 1326. upućuju na to da su do tad metalni topovi već dobro poznati, a prva dokumentirana europska uporaba topa datira iz 1331. Ta se tehnologija potom brzo raširila natrag do Bliskog istoka i Azije, tako da u islamskim zemljama topove nalazimo već oko 1330., a u Kini 1356. Do 1500. je proizvodnja topova postala uobičajena širom Staroga svijeta, sa središtima u Kini, mongolskom carstvu u Indiji, Otomanskom carstvu i Europi. Rani su europski topovi bili izrađivani od bakra, mjedi (slitina bakra i cinka, mesing) ili bronce. No ubrzo se našao način izrađivanja topova od jeftinog željeza dobivenog u visokim pećima: kovač je oblikovao cijev topa slažući željezne šipke oko valjkaste glinene jezgre, a takvu bi cijev ojačao željeznim vrpcama.
Topovska zrna su isprva izrađivana od olova ili željeza, a kasnije od jeftinijeg kamena. No kad je postalo moguće lijevati zrna od željeza, kamen je izgubio prednost u cijeni. Barut su isprva spravljali sami kovači koji su izrađivali topove. Omjer salitre (kalijev nitrat, KNO3), sumpora i ugljika (drvenoga ugljena) nam nije pouzdano poznat. Neželjene eksplozije bile su česte. Prvo europsko osobno vatreno oružje pojavilo se krajem 14. stoljeća. Željezni top, premda nespretan, bio je jeftiniji i pokretljiviji od katapulta i izazvao je tehničku revoluciju u ratovanju. Barut, top i mušketa učinili su posjednika nepobjedivim u sukobu s neprijateljem koji ih ne posjeduje. Top je postao neizbježan u ratu i povećao je njegove troškove. Jedino su bogate republike i kraljevi, poduprti trgovcima, mogli raspolagati kovinom i vještinom da je se oblikuje u top. Top je uništio neovisnost aristokracije zasnovane na posjedu zemlje, kao što je uništio i njihove zamkove. Tijekom 14. stoljeća, pa čak i poslije, prvi topovi prije pobuđuju strah svojom bukom nego ubilačkim djelovanjem. Oni će dobiti na važnosti naročito od 15. stoljeća nadalje, kada razvoj topništva potakne razvoj metalurgije. 
U znanstvenom smislu barut je otvorio mnoge kemijske probleme, koji su naposljetku doveli do otkrića kisika i moderne kemije. S druge strane, očigledno je bila potrebna valjana balistika (razmatranje gibanja topovskog zrna), i to matematički. Naposljetku, izrada oružja je potaknula i razvoj metalurgije.

### Srednjovjekovna poljodjelska revolucija
Unaprjeđenje poljodjelstva u Europi nije slijedilo isti obrazac kao na drevnom Istoku, gdje je tehničko rješenje bilo umjetno navodnjavanje. Europa je već bila prirodno navodnjena dovoljnim padalinama tijekom proljeća i ljeta. Umjesto toga, europski su ratari proizvodnju mogli povećati jedino oranjem teškog tla u područjima koja nisu bila prikladna za obradu pomoću lakog sredozemnog pluga. Stoga je do europske poljodjelske revolucije doveo jedinstveni sklop tehnoloških novina primjerenih jedinstvenim uvjetima okoline sjeverne Europe. Širenje trogodišnjeg plodoreda (tropoljnog sustava) omogućilo je povećanje obradivih površina (odmara se trećina, a ne polovica zemljišta). Raznolikost posijanih kultura omogućila je uspješniju borbu protiv vremenskih nepogoda. Korištenje asimetričnog pluga s kotačima i odgrnjačom i sve češće korištenje željeza za izradu poljodjelskih alata omogućili su dublja oranja uz češća ponavljanja. Sve je to poboljšalo prehranu stanovništva.
Čimbenici koji su prije sprječavali razvitak zapadne Europe – šume i tvrdo tlo – sada su ubrzali taj napredak. Od 10. stoljeća pokazuju se vlastite gospodarske prednosti Europe. One su prvenstveno poljodjeljske, zasnovane na prikladnosti klime i tla, kad su prevladane početne teškoće sa sječom šuma i oranjem tvrda tla. Nema veće potrebe za navodnjavanjem, a manja je i erozija, naspram istočnoj Europi. Zbog toga su bili dovoljni lokalni i nacionalni napori (nije potrebno državno nadgledanje navodnjavanja i pravilnog korištenja tla). Polako ali neodoljivo, rađala se nova civilizacija na dobrom temelju bogate, plodne i dobro obrađene zemlje. Poljodjelska je revolucija stvorila bogatiju, produktivniju, urbaniziranu Europu i stvorila u njoj uvjete za razvoj moderne znanosti i tehnološki napredak. No ta je nova Europa sadržavala i sjeme mnogih budućih problema: manjak tla, oskudicu drvene građe, pritisak rasta stanovništva, imperijalnu okrutnost, razorne epidemije, svjetske ratove i, naposljetku, globalnu ekološku krizu.

#### Teški plug
Plug je najvažnija orača sprava, a svojom konstrukcijom omogućava dublje rezanje i prevrtanje zemlje na jednu stranu. Obrada plugom mrvi, miješa i okreće čestice tla, što tako obrađeno tlo čini vrlo pogodnim za razvoj usjeva. Plug za razliku od rala u pravilu ima kolica ornice, na koje se naslanja gredelj koji je kraći nego kod rala, a rezanje zemlje okomito u odnosu na površinu tla se obavlja pomoću crtala. Najveća razlika, a ujedno i najvažniji dio pluga je daska ili odgrnjača, koja osigurava da plug može i prevaljivati zemlju. Pored toga, lemeš (vodoravno rezanje brazde) je proširen i oštar samo s jedne strane (asimetričan), a najčešće ima dvije ručice za upravljanje.
Prva novina poljodjelske revolucije bilo je uvođenje teškog pluga početkom 8. stoljeća. Zemlja je temelj materijalnoga života srednjovjekovlja, ali ona je škrta zbog toga što ljudi nisu sposobni iz nje mnogo izvući. Alati su samo osnovni, zemlja je loše obrađena, oranje je plitko. Dugo je u uporabi bio antički nepoduprti laki plug, primjeren površinskom tlu i neravnim terenima mediteranskog područja. To je u biti bila motika koju je vukao jedan ili dva vola, a polja su se orala unakrsno više puta. Njegov simetrični lemeš, ponekad prekriven željezom, ali najčešće izrađen od drva otvrdnulog na vatri, prije grebe zemlju nego što je sječe. No teški plug je povećao poljoprivrednu proizvodnju time što je omogućio ratarima da obrađuju vlažne europske doline.
Teški plug, plug s crtalom, asimetričnim lemešom i odgrnjačom, s pokretnim prednjim dijelom, postavljen na kotače, zacijelo je bio značajan napredak. Bio je to gigant od drveta i željeza. Raskopavao je tlo do dubine korijena i prevrtao ga, dajući prave brazde i uklanjajući potrebu za unakrsnim oranjem. Teškom se plugu opiralo golemo trenje i stoga ga je moralo vući do osam volova. Taj plug, jedan od najvažnijih srednjovjekovnih izuma, je antičkoga podrijetla i gotovo se sigurno razvio na temelju pluga s kotačima kojeg opisuje Plinije Stariji u 1. stoljeću. Iako su teški plug izumili stari Rimljani, oni su ga rijetko koristili. 
Poboljšana orma omogućila je uprezanje u paru (jedna životinja iza druge) i korištenje više volova za vuču teškoga pluga. Osim toga, počela su se koristiti i drugi, novi ili dotad rijetki alati, primjerice brana za usitnjavanje gruda zemlje nakon oranja, te kosa (rijetko korištena u rimsko doba) i vile, potrebni za pripremu sijena za mnogobrojne volove.

#### Uprezanje i potkivanje konja
Druga novina, najspektakularnija i najznačajnija po posljedicama, bila je uporaba konja, koji je brži i izdržljiviji od vola, za vuču pluga. Takvu je uporabu konja omogućila "moderna zaprega", niz tehničkih usavršavanja koja su oko 1000. omogućila bolje korištenje životinjske vuče i povećanje prinosa rada životinja. Moderno se uprezanje u biti sastoji u tome da se teret vuče prenese na ramena i da se nova orma dopuni potkivanjem, što je olakšalo kretanje životinje i bilo zaštitom za noge; i zapregom u nizu, što je omogućavalo vuču težih tereta. 
Antička zaprega, koja je ormu stavljala na vrat, pritiskala je grudi životinje, otežavala joj disanje i brzo je umarala. Orma koju su koristili za konje bila je u biti ista kao za volove. Tradicionalna vratna orma, koju je vol podnosio zbog kratkog vrata, nije bila primjerena konju. Ta je orma bila donekle prikladna za volove (glavnu životinju za vuču), ali je bila posve neprikladna za korištenje konja u istu svrhu, jer je prsni pojas, čim bi konj jače povukao, skliznuo prema vratu i gušio životinju, drastično smanjujući učinkovitu snagu.
Europljani su prilagodili konjski ovratnik koji se oslanja na konjska ramena i koji je zamijenio traku preko konjskih prsa. Novi način uprezanja je premjestio pritisak na životinju s dušnika na ramena i prsnu kost, omogućio životinji da lakše diše, što joj je pak omogućilo da snažnije vuče, i tako povećao učinkovitost konja pri vuči za četiri do pet puta. Konjski ovratnik je izum koji potječe iz Kine, iz 7. stoljeća. Prvi sigurni europski prikaz konjskog ovratnika nalazimo u jednom rukopisu iz približno 800., ali se ta nova tehnologija proširila tek u 11. i 12. stoljeću. To je, u kombinaciji s korištenjem željeznih potkova, zamijenilo vola konjem kao glavnom životinjom za vuču. Prvi prikaz konja koji vuče poljodjelski alat (branu), nalazimo na tapiseriji iz oko 1080. Željezne se potkove počinju rabiti u 9. ili 10. stoljeću, moguće je da su i one stigle iz Azije, ali bi mogle biti i izvorni europski izum. Ta je novina bila veoma važna i u poljodjelstvu i u prijevozu, jer je omogućila da konji obavljaju teže poslove. Neposredna je posljedica bila to što su sada konji mogli zamijeniti volove u vuči pluga. Uporaba konja, koji je brži od vola, za vuču i oranje omogućuje ubrzanje i povećanje broja obavljenih poslova. Istodobno su konjska kola zamijenila kola s volovskom vučom, jer su konjske potkove s čavlima omogućile uporabu konja za prijevoz tereta cestama.
Valja imati na umu da je veličina i snaga srednjovjekovnih teglećih životinja bila daleko manja od one današnjih. Tegleći je konj općenito manji od bojnoga, koji mora nositi oklop i teško naoružanoga konjanika. Tu se potvrđuje prvenstvo vojnih potreba pred gospodarskim. Također, mnogi su se seljaci i velikaši skanjivali uposliti konja zbog njegove visoke cijene i teškoće njegove prehrane (zobi). Stoga konj nije posvuda odmijenio vola. Do 12. stoljeća konju je dana prednost kao životinji za vuču kola. Upravljivost kola je poboljšana na razne načine.

#### Tropoljni sustav obrade tla
Sljedeća sastavnica revolucije je bio razvoj tropoljnog sustava obrade tla. Klasični dvopoljni sustav, korišten u sredozemnim područjima u antici, tipično je podrazumijevao obradu jednog polja, ostavljajući drugo na ugaru (izorano, ali nezasijano polje, ostavljeno da se odmara). U novom tropoljnom obrascu, koji je razvijen u europskim ravnicama, obradivo je tlo podijeljeno na tri polja, na kojima se je sađenje mijenjalo tijekom trogodišnjeg ciklusa: za dva sezonska sijanja su korištena dva polja, za zimski usjev pšenice i za proljetni usjev zobi, graška, graha, ječma i leće, dok je treće polje ostavljano na ugaru. Nadalje, mahunarke vraćaju u tlo dušik, koji troše žitarice. Napredak tropoljnog sustava je omogućio uzgoj povrća bogatog bjelančevinama, poput boba, leće i graška, s visokom energijskom vrijednosti, što je čovječanstvu Zapada dalo snagu. Kaže se da je 10. stoljeće puno graha!

#### Otvorena polja
Do 11. stoljeća selom su zavladala dva usporedna sustava: na razini sela i seljaka organizacija rada poznata kao sustav otvorenih polja, a na razini vlastelina vlastelinski sustav. Feudalni posjed je bio imanje vlastelina. Obično se sastojao od zemlje koju je iskorištavao izravno vlastelin i zemlje koju su iskorištavali seljaci, a od kojih je vlastelin ubirao zakupninu i namete, uključujući i obvezu rada na njegovoj zemlji.
Podrijetlo sustava otvorenih polja je u 10. i 11. stoljeću, ali su izvori vrlo škrti. U 12. stoljeću sustav je već dosegnuo zrelost. Nekoliko je čimbenika doprinijelo oblikovanju toga sustava. Jedan je rast stanovništva, koji je rascjepkao obiteljske posjede zbog dijeljenja nasljeđa među djecom ili samo sinovima. Drugi je kultiviranje nove zemlje, koja je dijeljena u trake prikladne za oranje. Treći je uporaba teškoga pluga, kojim je lakše obrađivati duge trake zemljišta nego kvadratna polja (često okretanje većeg broja upregnutih životinja je vrlo nespretno). Tako su s vremenom velika područja Britanije i kontinentalne Europe postala prekrivena selima okruženim s dva ili tri velika polja koja su činile kultivirane trake prilagođene reljefu, a ona bi se obrađivala redom zadanim dvopoljnim ili tropoljnim sustavom (stoga su seljaci imali zemlju u svim poljima), a na isti je način bila organizirana i zemlja koju je izravno koristio vlastelin. No u nekim se je područjima održao sustav odvojenih posjeda, a postojali su i drukčiji sustavi.
U takvom je sustavu rotacija polja postala organizirana i regulirana. Sve se radilo u dogovoru: oranje, sijanje, žetva. Suradnja je glavna značajka ovoga sustava. Ispunjavajući svoje obveze u radu i novcu prema vlastelinu, seljaci su oblikovali vlastitu samoupravu zasnovanu na pravilima koja su vladala njihovim radom. Tu se ne radi niti o slobodnom poduzetništvu niti o socijalizmu, već o posebnoj srednjovjekovnoj tvorevini. Teški plug i uprezanje konja su se dobro uklopili u sustav otvorenih polja. Plug je naglasio potrebu za suradnjom, jer nisu svi seljaci posjedovali plug i tegleće životinje. Konjska balega se lakše prikuplja (konj se hrani u štali), što je povećalo uporabu gnojiva.

### Razvoj gradova i specijalizacija proizvodnje
U početku srednjeg vijeka grad je bio nadasve mjestom razmjene, trgovačkim čvorištem, no ipak je njegova ključna uloga na tom polju proizvodna djelatnost. On je gradilište, a na tom gradilištu se javlja podjela rada. Na selu je posjed u ranom srednjem vijeku koncentrirao svekoliku proizvodnu djelatnost, unatoč tome što je njegovao i neku zanatsko-tehničku specijalnost. Ali s gradovima je ta specijalizacija dosegnula vrhunac. Zanatlija je prestao biti također i ponajprije seljak, a građanin je prestao biti također i ponajprije zemljoposjednik.
U 13. stoljeću su se europski gradovi po veličini i važnosti počeli približavati antičkim i onovremenim azijskim gradovima. Pariz, London, Gent, Brugge, Köln, Firenca, Genova, Pisa i drugi gradovi bili su dom sve veće populacije obrtnika i trgovaca neovisne o feudalnim institucijama. Za razliku od gradova kasnog rimskog perioda, koji su prije svega vojna i administrativna središta, ili ranosrednjovjekovnih gradova, koji su gotovo isključivo središta biskupija, gradovi 13. stoljeća su gospodarska središta, središta obrtničke proizvodnje i trgovine. U kojoj su mjeri zanatlije tada dominirali gradskim životom pokazuje podatak da je krajem 13. stoljeća od 50 000 stanovnika Bologne, njih 36 000 bilo pripadnici cehova ili njihovi rođaci. Ali to se gospodarstvo mahom ograničuje na zadovoljavanje lokalnih potreba i rijetki gradovi proizvode za izvoz.

#### Trgovačka revolucija
Ta uloga vođe i pokretača što će je nadalje preuzeti grad, ponajprije se potvrđuje na gospodarskom polju. Gradovi su čvorišta trgovačke razmjene. Trgovinu na duge staze održavaju jedino luksuzni proizvodi (tkanine, začini) i oni prijeko potrebni (sol). Glomazna roba (žitarice, drvo) tek postupno postaje njezinim dijelom. Skromna srednjovjekovna trgovina koja se u ranom srednjem vijeku ograničavala na riječne putove, postupno se, u razdoblju od 10. do 14. stoljeća, osmjelila i na kopnene i morske. Prijelaz na konje je smanjio troškove prijevoza robe, tako da je veći broj sela mogao sudjelovati u regionalnom, nacionalnom i međunarodnom gospodarstvu. Oslanjajući se na gradove, ta velika trgovina u nastajanju potaknula je još dvije pojave od odlučujućega značenja. Prvo, trgovina je otvaranjem ispostava u dalekim zemljama dovršila širenje srednjovjekovnog kršćanskog svijeta. Drugo, velika je trgovina odigrala ključnu ulogu u širenju novčane privrede. Gradovi, središta potrošnje i razmjene, morali su se sve više oslanjati na novac da bi upravljali svojim poslovanjem. Uvodeći se na selo, mijenjajući feudalnu rentu, razvoj novčane privrede bit će odlučni činitelj preobrazbe srednjovjekovnog Zapada.
Dvojbeno je je li kršćanstvo dobilo išta križarskim osvajanjem Jeruzalema, ali su talijanske luke, napose Pisa i Genova, svakako dobro zaradile od kolonizacije obalnih gradova Levanta. Trgovina luksuznim proizvodima Orijenta preko tih kolonija, odigrala je važnu ulogu u procesu koji neki nazivaju srednjovjekovnom trgovačkom revolucijom. Na sjeveru su neki njemački gradovi (Köln, Bremen, Hamburg) postali velika trgovačka središta. Nakon 950. opaža se stalni porast proizvodnje tkanina, keramike, proizvoda od kože i mnogih drugih dobara. Tijekom 10. stoljeća raste raznovrsnost proizvoda i njihova kakvoća (kvaliteta). Cijene proizvoda su rasle, ali je u njihovu proizvodnju trebalo ulagati sve manje rada, zbog djelotvornijega upravljanja proizvodnjom, uporabe novih izvora energije, poboljšanja alata i strojeva, te boljeg prijevoza i raspodjele. Sada je Europa počela izvoziti tkanine (vuna) i metalnu robu (željezo, bakar, alati, oružje i oklopi) u Afriku, na Bliski istok, pa čak i u Aziju.
Glavna odlika trgovačke revolucije je sajam. Sajmovi potiču iz rimskih vremena, a tijekom ranoga srednjeg vijeka održali su se u pomorskim središtima, gdje su se susretali domaći i strani trgovci. Sajmovi su se s vremenom u Italiji i Francuskoj širili u unutrašnjost. Kraj Pariza je godišnji sajam otvoren oko 635. Tijekom 9. stoljeća sajmovi postaju brojni i šire se prema sjeveru i istoku. 
Antika nije razvila djelotvorne instrumente kreditiranja, a Crkva je branila uzimanje kamata na zajam. Obnova trgovine potaknula je uvođenje kreditiranja oblikovanog tako da se zaobiđe zabrana Crkve, primjerice kroz podjelu profita ili tečajne razlike. 
Što se tiče tkanine, gradovi 11. i 12. stoljeća nisu bili proizvodna središta, već prije trgovačka. Prikupljali su vunenu tkaninu iz okolnih sela i prodavali je na tržištima Baltika i Sredozemlja. Poduzetnici koji su se bavili tim poslom oblikovali su udruženja (trgovačke cehove), najprije u Italiji u 10. stoljeću. Tako su nastali moćni monopoli koji su u mnogim gradovima zavladali i političkim, a ne samo gospodarskim životom. U Firenci su članovi Arte di Calimala kupovali tekstilne poluproizvode na sajmovima u Francuskoj i od njih proizvodili luksuznu robu istančanim postupcima konačne obrade i bojenja. Boje su bile uvozne i skupe. Komad takve tkanine je vrijedio koliko trogodišnja zarada zidara. Glavni materijal tekstilne industrije bila je vuna, ali je i lan zadržao važnost. Do 12. stoljeća se u Italiji počeo u zamjetnoj mjeri proizvoditi pamuk i svila. I proizvodi i tehnologije su preuzeti od muslimana, uz dvije razlike. Kod muslimana je tekstilna industrija uglavnom bila u rukama središnje vlasti i smještena uz izvore sirovina. U Italiji je pak ona bila u rukama privatnih poduzetnika, a sirovina je uvožena. Tijekom 11. stoljeća svila se i dalje uglavnom uvozila, iz islamskih zemalja i Azije, premda je u Bizantu industrija svile već bila razvijena. No tijekom 12. stoljeća i u Italiji se javlja industrija svile.  
Postupno su se i druge proizvođačke djelatnosti počele isticati u nekim gradovima ili pokrajinama: primjerice, Murano (Venecija) je postao znamenit po proizvodnji lijepe staklene robe, a Milano po proizvodnji oružja i oklopa. No većina gradova nije bila tako specijalizirana. Premda je u 12. stoljeću jedino proizvodnja tekstila dosegnula status velike komercijalne industrije, obrtnička proizvodnja je cvjetala. Unatoč predrasudama zemljoposjedničke aristokracije prema onima koji za život zarađuju svojim rukama, ona je stekla znatan ugled. U tom se ugledu zrcali specifično srednjovjekovna narav rada, u kojoj se susreću briga za kvalitetu i ponos obrtnika. Svaka je izrađevina u stanovitom smislu bila umjetničko djelo. 
U 12. stoljeću su se cehovima trgovaca pridružili cehovi obrtnika. Glavne uloge tih cehova bili su uzajamna pomoć i kontrola proizvodnje: kvalitete, cijene, radnog vremena, nadnice. Svaki je ceh imao monopol nad svojim obrtom. U kasnijem su se dobu neki cehovi opirali prihvaćanju tehnoloških novina, no po nekim je mišljenjima takav stav bio potaknut brigom za kvalitetu proizvoda.

### Korištenje novih izvora energije
Ljudska je snaga tijekom cijelog srednjeg vijeka bila osnovni izvor energije. Na polju, u zanatstvu, pa čak i u plovidbi, gdje su jedra isprva tek slaba zamjena veslima, rad ljudskih ruku ostaje glavnim izvorom energije. Proizvodnost tih ljudskih izvora energije je smanjena, jer je klasa proizvođača u pravilu slabo hranjena ili pothranjena društvena kategorija. No europski su inženjeri bili oduševljeni novim strojevima i izvorima energije te su prigrlili i razvili nove postupke dobivanja i korištenja energije. Tako je srednjovjekovna Europa postala prva velika civilizacija koju su osim ljudskih i životinjskih mišića pokretali i drugi izvori energije. Nepoznati srednjovjekovni inženjeri su koristili vjetar za pokretanje vjetrenjača i plimu za pokretanje plimnih mlinova. Pritom su ovladali starim načinima mehaničkog povezivanja i prenošenja snage, te izumili nove. Usavršili su vodenicu i vjetrenjaču, katapult s oprugom i mnoštvo drugih naprava, oslanjajući se na nove izvore snage za pokretanje. 

#### Vodenica
Najdojmljiviji primjer je razvoj strojeva tjeranih snagom vode i njihovo uključivanje u tkanje seoskog života i europskog društva općenito. Vodenica je antički izum, no može se smatrati srednjovjekovnom napravom, jer je tek u srednjem vijeku ušla u široku uporabu. Već je u 9. stoljeću raširena po Zapadu. Prema Domesdayevoj knjizi, popisu (nepotpunom!) imovine u Engleskoj napravljenom po naredbi Vilima I. Osvajača, u Engleskoj je 1086. bilo 5624 mlinova, dok ih je stoljeće ranije zabilježeno manje od 100. U jednom francuskom okrugu (Aube) u 11. stoljeću je radilo 14 mlinova, u 12. stoljeću 60 mlinova, u 13. stoljeću 200 mlinova. U Pikardiji, na sjeveru Francuske, je 1080. radilo 40 mlinova, a 1175. već njih 245. 
No izvori 11. i 12. stoljeća ne govore mnogo o tipovima vodenica koje su građene. Suvremeni proračuni pokazuju da rimski pompejski mlin kojeg pokreće rob ili magarac, daje snagu od oko 0,5 KS, vodoravno vodeničko kolo otprilike isto toliko, odozdo pogonjeno okomito vodeničko kolo oko 3 KS, a odozgo pokretano vodeničko kolo od 40 do 60 KS. Mlin je od samoga početka sastavni dio feudalnog gospodarstvu, nalazi se na gotovo svakom plemićkom posjedu i gospodar ga dobro koristi, zahtijevajući da svi njegovi kmetovi melju u njemu za određenu naknadu. Pojava vodenice je značajan napredak u oblasti izvora energije. No treba oprezno prilaziti kronologiji pojava i širenja naprava izvedenih iz nje. Usprkos napretku korištenja hidrauličke energije, još u 12. i 13. stoljeću sastavni dio energije na srednjovjekovnom Zapadu i dalje potječe od čovjeka i životinje.
Mlinovi nisu bili ograničeni samo na mljevenje žita. Oni su otvorili mogućnost šire uporabe snage vodenoga toka. Mehanizam mlina je prilagođen različitim potrebama. Za pretvaranje okretnog u pravocrtno gibanje korištene su dvije naprave, obje, čini se, podrijetlom iz Kine: čekić kojeg podiže zupčanik učvršćen na osovinu mlinskog kola i koljenasta osovina, koja je također mogla pretvoriti pravocrtno gibanje u kružno. Vodeničko kolo je tako pokretalo različite strojeve, poput pilana, mlinova i različitih čekića (npr. u kovačnicama). Vodenice su rabljene za valjanje sukna, gaženje mjehova, kovanje željeza, piljenje drveta. U Europi je okomito vodeničko kolo, uključujući moćno kolo tjerano odozgo, našlo važne nove primjene. U benediktinskom samostanu St. Gallen u Švicarskoj se je oko 900. prvi put vodeničko kolo počelo koristiti u proizvodnji piva. Cisterciti, red osnovan u Burgundiji 1098., nastavili su benediktinsku tradiciju unaprijeđivanja tehnologije, te su podizali vodenice za mljevenje žita, vodenice za valjanje sukna, strojeve za pletenje debelog užeta, kovačnice i peći za željezo u kojima su vodenice pokretale mjehove, tijeske za vino, varionice piva, staklane.
Korištenje vodenice u zanatske ili čak industrijske svrhe je, zajedno s novim sustavom uprezanja, veliki tehnološki napredak srednjega vijeka. Mlinove je trebalo graditi i održavati, a to većina seoskih kovača nije znala. Stoga je nastao zanat graditelja mlinova, koji su putovali, te gradili i popravljali mlinove. Ti su ljudi bili prvi mehaničari u modernom smislu te riječi. Znali su kako izrađivati zupčanike i kako oni rade, znali su upravljati radom brana i ustava. Njihov je zanat postao riznica znanja i umijeća iz koje je renesansa i kasnija industrijska revolucija stjecala obrtnike, koji su znali kako praktično uporabiti ideje nove filozofije.

#### Vjetrenjača
Malu vjetrenjaču je koristio Heron (1. stoljeće) u svojim orguljama, no u antici vjetrenjača nije rabljena u druge svrhe. Vjetrenjače su bile poznate u Kini, potom u Perziji u 7. stoljeću, u Španjolskoj se spominju u 10. stoljeću. U kršćanskom su se svijetu pojavile oko 1150., oko kanala La Manche i uz Sjeverno more. Neki smatraju da razlike u konstrukciji ukazuju na neovisnu pojavu vjetrenjača na različitim mjestima. U nekim su područjima vjetrenjače povećale obradivu površinu isušivanjem mora. Podrijetlo europskih vjetrenjača nije jasno. Vjetrenjače s okomitom osovinom su korištene u Perziji od 7. stoljeća. Osovina s krakovima je bila postavljena okomito i smještena u okomit toranj od sirove opeke, s otvorima za hvatanje vjetra (nalikuje današnjim okretnim vratima). No prve europske vjetrenjače, iz 12. stoljeća, su imale vodoravnu osovinu. No uključena je bila i vodoravna rotacija, jer je često čitava konstrukcija bila izgrađeno tako da se je čitava zgrada mogla okretati, tako da krila što bolje hvataju vjetar. Moguće je da su europske vjetrenjače s vodoravnom osovinom neovisni europski izum, oblikovan po uzoru na vodenice s vodoravnom osovinom.

#### Plimni mlin
Korištena je i energija plime i oseke u srednjem vijeku. Plimni mlinovi su zabilježeni u Irskoj već u 7. stoljeću, u Veneciji oko 1050., te kasnije u Britaniji. No njihova praktična vrijednost je bila ograničena kratkim periodom rada tijekom dana (od 6 do 10 sati), neprikladnim radnim vremenom zadanim morskim mijenama i izloženošću oštećenjima tijekom oluja.

### Tekstilna industrija
Germanski su narodi u Europu uveli nemediteranski stil odijevanja: krzno, čarape, hlače, čizme, te ideju šivanja odjeće iz više dijelova tkanine. U ranom srednjem vijeku, kao i u rimsko doba, izrada odjeće bila je gotovo isključivo ženski posao. One su šišale ovce, drobile lan, češljale vunu, prele, tkale, rezale tkaninu i šivale. Kao i u rimsko doba, glavne tkanine bile su laneno platno i vuna. Izradom pamučne i svilene odjeće je kršćanska Europa ovladala tek u 12. stoljeću. 
Ovčje runo se pralo, a zatim češljalo, da bi se uklonile nečistoće i čvorovi i da bi vlakna postala paralelna. Pređa se prela pomoću vretena na način opisan još u 1. stoljeća pr. Kr: prelja je u lijevoj ruci držala preslicu, kratki viličasti štap na koji je bila namotana neka količina pripremljenih sirovih vlakana, uzela bi nešto vlakana između prsta i palca desne ruke, te ih zasukala nježno ih povlačeći. Kad je tako dobivena nit bila dovoljno duga, stavila bi preslicu pod ruku i zavezala nit za vrh vretena, trbušastog štapića s utegom na dnu, te ga zavrtjela. Uteg je polako vukao vlakna kroz preljine prste, a vrtnja ih je sukala u pređu. Postupak je ovisio o vještini prelje da upravlja otpuštanje vlakana, a ponavljao bi se sve dok vreteno dođe do tla. Tada bi se vreteno podiglo, a dobivena nit bi se namotala na njega. Kad je vreteno bilo puno, nit bi se namotala u kuglu. Prema izvorima, pisanim i slikovnim, taj je posao bio sveprisutan, napose među ženama nižih slojeva, i gotovo se nije prekidao. Žene gotovo da nisu ispuštale vreteno iz ruku, prele su dok su kuhale, hranile stoku, čuvale djecu.

#### Tkalački stan
Trebalo je mnogo prelja da bi se pripremila pređa za jednu tkalju. Korištena su dva tipa okomitog tkalačkog stana: s utezima na osnovi (uzdužna nit tkanine) i s dvije grede. Najjednostavniji tkalački stan s utezima na osnovi se sastoji od dva uspravna drvena stupa spojena na vrhu gredom, koja se mogla okretati da bi se na nju namatala istkana tkanina. S te su grede visjele osnove, uzdužne niti, koje su napetim držali keramički utezi na donjem kraju. Prelja je mogla provući potku (poprečnu nit tkanine) s desna na lijevo preko svake parne osnove i ispod svake neparne osnove, te se za sljedeći red vratiti s lijeva na desno, preko svake neparne osnove i ispod svake parne. Kad je red dovršen, potka bi se gurnula prema vrhu tkalačkoga stana pomoću prstiju, tkalačkoga češlja ili tkalačkoga noža. U nešto naprednijem obliku, postupak je pojednostavljen uvođenjem naprave koja je omogućila podizanje čitavog skupa osnova jednim pokretom. Parne i neparne osnove su visjele naizmjence ispred i iza učvršćenoga vodoravnog štapa pri dnu stana. Drugi, pomični, štap je bio labavo petljama učvršćen za osnove koje su visjele iza učvršćenoga štapa. Potka bi se prvo provela kroz prostor između prednjih i stražnjih osnova. Za sljedeći red bi se pomični štap pomaknuo tako da sada stražnje osnove dođu ispred prednjih. Tkalački stan s dvije grede (gornja i donja) je bio vrlo sličan onom s utezima, ali obično manji i uži, a potka se je sabijala prema dolje.
Za laneno platno je korišten u osnovi isti postupak predenja i tkanja kao za vunu, ali je priprema sirovih vlakana bila složenija. Lan je prvo trebalo osušiti, tako da se mogu otresti sjemenke, a zatim namočiti u vodu i drobiti da bi se uklonila kora, te potom prevlačiti stabljike preko daske s nizovima šiljaka da bi se izdvojila vlakna.
Jedna od najranijih raširenih industrijskih primjena vodenice bilo je valjanje sukna. Valjanje sukna je jedan korak u izradi vunene odjeće, kojim se vunena tkanina čisti i čini gušćom. Prije primjene vodenice izvodilo se je gaženjem nogama, a potom teškim drvenim batovima koji su se podizali i spuštali vrtnjom vodeničkog kola. Proizvodnja užadi od konoplje zahtijeva sličan postupak, kojim se razbijaju osušene stabljike i oslobađaju vlakna. Uporaba vodenice u tu svrhu je dokumentirana u jugoistočnoj Francuskoj oko 900. 
Do 12. stoljeća organizacija rada se promijenila. Žene su ostale prelje, ali su sada muškarci postali tkalci. Promijenili su se i alati. Pojavio se mehanizirani tkalački stan, načinjen vjerojatno po uzoru na kineski tkalački stan za tkanje svile. Tkalački je stan sada postavljen vodoravno i omogućio je tkalcu da radi sjedeći. Pomicanje parnih i neparnih osnova naprijed-nazad (tj. sada gore-dolje) se sada izvodilo pomoću para pedala koje se gazilo stopalima, što je oslobodilo ruke tkalca. Za provlačenje potke kroz tako nastali prostor korištena je druga novina: tkalački čunac na kojem se nalazio kalem pređe. 
U 13. stoljeću razvio se novi način organizacije posla. Dobru sliku daju nam dokumenti sudskog procesa iz 1285. – 1286. u gradu Douai, na sjeveru Francuske. Trgovac je kupovao vunu u Engleskoj, te ju je prodavao lokalnim tkalcima. Tkalci su pak njemu prodavali nedovršenu tkaninu, a on ju je prodavao valjačima. Valjači su opet njemu prodavali dovršenu tkaninu, a on ju je prodavao na bojanje. Onda bi opet otkupio obojenu tkaninu i konačno je prodavao na tržištu. Tako je istu vunu kupovao i prodavao 4 puta, a cijena je pritom narasla od 5 do 6 puta. U čitavom postupku ključni su bili tkalci. Oni su bili prvi radnici u povijesti koji su putem štrajka zaustavili neku industriju (Douai, 1245.).
Srednjovjekovni gradovi koji su u 13. stoljeću najjasnije nagovještavali budući razvoj bili su veliki tekstilni gradovi Flandrije i Italije, u kojima je umjesto mnogih specijaliziranih obrta manjih gradova prevladavajuća tekstilna industrija dovela do velikih klasnih razlika. Kuće bogatih trgovaca tekstilom gomilale su se u prvim europskim luksuznim stambenim četvrtima, dok su labirinti stambenih zgrada u kojima su živjele obitelji tkalaca činili prve proleterske sirotinjske četvrti. 

#### Kolovrat
Krajem 13. stoljeća dolazi do daljnjeg mehaniziranja tekstilne industrije uvođenjem kolovrata, koji je vjerojatno izumljen na Bliskom istoku ili u Indiji. Najstariji poznati pouzdani prikaz je iz Bagdada, a datira iz 1237. Najstarije spominjanje u Europi je iz oko 1280. U najranijem zapadnom obliku sastojao se od malenoga vretena učvršćenog na držače i putem remena povezanog s većim kolom. Prelja je držala preslicu s vlaknima u lijevoj ruci, desnom rukom sučući nit koja se namatala na vreteno, a vrtnja vretena se održavala okretanjem velikoga kola na mahove. Važno je istaknuti uporabu prijenosnog remena i zamašnjaka. Takav kolovrat nije davao jednoliku pređu i nije bio dobro primljen. No s vremenom je sve više korišten stoga što je bitno ubrzavao predenje. Isprva se na kolovratu prela samo potka, koja je mogla biti slabija od osnove. Također, isprva je više korišten u proizvodnji lanenoga i pamučnog tekstila nego u proizvodnji vunenog.
U 13. stoljeću je uvedeno grebenalo s metalnim zupcima, koje je postupno zamijenilo stare koštane ili drvene češljeve, pomoću kojih su vlakna pripremana za predenje. Sljedeća novina je bila naprava za pripremanje snopova niti osnove za smještanje na tkalački stan. To je bio kvadratni drveni okvir koji se naslanjao na zid, a sa svake je strane imao niz metalnih klinova, oko kojih se u cik-cak obrascu namotavala osnova s desetak ili više kalema. To je omogućilo korištenje dugih osnova i izradu dugih komada tkanine. Na vodoravnom tkalačkom stanu 12. stoljeća mogla se proizvesti tkanina onoliko široka koliko je tkalac mogao dosegnuti tkalačkim čuncem. U 13. stoljeću se pojavio široki tkalački stan, na kojem su radila dva tkalca, dodajući čunac jedan drugome. Iznenađuje nekorištenje vodene energije u tekstilnoj industriji. Čini se da se nije isplatilo ulagati u skupe strojeve sve dok se moglo osloniti na jeftini rad prelja.

#### Svilena tkanina
Svilena tkanina se počela izrađivati u Italiji početkom 13. stoljeća. Moguće je da je tajna izrade svile preuzeta osvajanjem Carigrada 1204., tijekom križarskog rata. U 14. stoljeću grad Lucca u Toskani je već imao tvornicu svile s 480 vretena pokretanih vodom. 

#### Pamuk
U 13. stoljeću je proizvodnja pamuka u sjevernoj Italiji po broju radnika i uloženom kapitalu dosegnula proizvodnju vune.

### Mehanika
Mehanizacija nije praktično značajno napredovala u srednjem vijeku. Gotovo sve naprave koje se koriste u to doba opisali su već znanstvenici iz razdoblja helenizma, većinom iz Aleksandrije. Posebice, Zapad nije izumio ništa novo u sustavima prijenosa i pretvaranja gibanja. Pet kinetičkih karika: vijak, kotač, poluga, zupčanik i kolotura, poznati su još u antici. Doduše, mnogi od tih mehanizama i naprava koje je antika mahom poznavala kao zanimljivosti i igračke, šire se i postaju uistinu djelotvorni tijekom srednjega vijeka. Nedvojbena spretnost stečena iskustvom dopuštala je srednjovjekovnim majstorima da donekle nadoknade svoje neznanje.

#### Radilica
Obrtna ručica izgleda da je ipak srednjovjekovni izum. Pojavila se u ranome srednjem vijeku u jednostavnim mehanizmima, kao što je obrtni brus prikazan u Utrechtskom psalitru sredinom 9. stoljeću, ali čini se da nije bila u širokoj uporabi prije kraja srednjega vijeka. Kako god bilo, njezina najuspješnija inačica, sustav radilica (koljenasto vratilo) - obrtna ručica, pojavljuje se tek potkraj 14. stoljeća. Čini se ipak prema nekim nalazima, premda spornim, da je radilica također antički izum. Mačeve i bojne sjekire, kao i mnoge poljodjelske, kućanske i obrtničke alate trebalo je oštriti. Odavno je za brušenje korišten postupak višestrukog povlačenja oštrice preko abrazivnog kamena (obično pješčenjaka). U Kini se obrtni brus pojavio mnogo prije nego u Europi i nije poznato je li taj izum uvezen iz Kine ili je neovisno izumljen u Europi. Njegova je važnost u tome što se radi o primjeni načela radilice. Prvi slikovni prikaz obrtnog brusa u srednjovjekovnoj Europi nalazimo u Utrechtskom psalitru iz 834. Obrtna ručica je najprije korištena u obrtnom brusu, potom u verglu, još kasnije u samostrelu i stolarskom vrtalu sa svrdlom, da bi tek krajem srednjega vijeka postala sastavnica strojeva.

#### Bregasta osovina
U nekoliko primjena vodeničkog kola, napose za dizanje čekića, prvi se put na Zapadu javlja bregasta osovina. Moguće je da je tu neovisno izumljena, a moguće je i da je dospjela iz Kine, gdje je bila ranije korištena. Greben (brijeg) na vodoravnoj osovini okomitog vodeničkog kola je podizao čekić, koji bi padao vlastitom težinom.

#### Tokarilica
Za potrebe obrade drva je uvedeno malo novih pomagala, ali su se mnoge stare počele češće rabiti, uključujući tokarilicu. Radi se o stroju koji brzo vrti komad drveta kojeg se obrađuje pomoću nekog alata za rezanje, a u srednjem su vijeku rabljene dvije mogućnosti: tokarilica s motkom i tokarilica s lukom. U tokarilici s motkom uže je namotano oko osovine i jednim krajem privezano za kraj motke učvršćene iznad osovine; povlačenje drugog kraja užeta prema dolje vrti osovinu i savija motku, koja, kad se ispravlja, vrti osovinu u suprotnom smjeru. U tokarilici s lukom se osovina vrtjela pomoću tetive luka omotane oko nje. Slabost srednjovjekovnoga stroja proizlazi nadasve iz općega tehnološkog stanja povezanog s gospodarskim i društvenim ustrojem. Kad dolazi do stanovitih usavršavanja, kao kod tokarilica, ona su ili kasni izum, kao što je tokarilica s ručicom koji se pojavljuje približno 1280., ili se njihova uporaba ograničuje na rad s materijalom male čvrstoće, što objašnjava činjenicu da je iz srednjeg vijeka očuvano vrlo malo predmeta izrađenih na tokarilici.

#### Lončarsko kolo
Lončarsko kolo porijeklom je iz neolitika, a kolo sa šipkom postojalo je u antici, pa je stoga jedino kolo s kalemom i dvostrukom pedalom, koje je prikazano na jednom vitraju iz 13. stoljeća, donekle usavršavanje koje se može pripisati srednjemu vijeku, ali i ono je uskoga dometa.

#### Dizalice
Polet graditeljstva, nadasve crkava i dvoraca, potaknuo je korištenje naprava za dizanje i vuču, ali ipak se građa najviše podiže služeći se kosom plohom. Naprave za podizanje tereta nimalo se ne razlikuju, barem ne u osnovi, od antičkih: obične dizalice s prijenosnim vitlom i dizalice s koloturnikom. Ostaju one neobičnim ali rijetkim napravama kojima su se mogli koristiti jedino vladari, gradovi i crkvena gradilišta. Dragocjen dokument su bilješke majstora zidara Villarda iz Honnecourta (oko 1250.) u kojima se nalaze prikazi i crteži mnogih tehničkih naprava. Velik dio tog djela je očuvan i daje nam uvid u gotičko graditeljstvo. Među napravama koje opisuje je pila pokretana vodeničkim kolom, kojoj okret kola daje gibanje prema dolje, a koju u početni položaj vraća opruga koju čini elastična grana koju savija gibanje pile prema dolje. To je prvi prikaz dvaju gibanja automatski primijenjenih u nekom mehanizmu. Slične su opruge rabljene za pokretanje tokarilice s pedalom (gaženje pedale daje polovicu okreta osovine, a ispravljanje opruge drugu polovicu). Opisuje i dizalicu s vijkom.

#### Mehanički sat
U 14. stoljeću su u Europi načinjeni prvi mehanički satovi, koji su koristili uteg i zapinjač, što je davalo kružno gibanje. Premda je zapinjač izumljen mnogo ranije, dotad nije bio rabljen u satovima. Prvi mehanički satovi koji su se pojavili u tornjevima velikih talijanskih gradova, imali su jednu kazaljku i pokazivali su samo četvrtine sata. Oni su zamijenili vodene satove, koji su korišteni više od tisuću godina. Često se kaže da je pojava mehaničkog sata pokretanog utezima u drugoj četvrtini 14. stoljeću odlučujući trenutak u hodu Europe prema preuzimanju mjesta predvodnika svjetske tehnologije.
Nekad se je smatralo da je europski mehanički sat nastao kao odgovor na potrebu samostana za točnijim određivanjem vremena. No vodeni sat je posve dobro zadovoljavao samostanske potrebe. U ranom je razvoju sata mjerenje vremena zapravo bilo u drugom planu. Kao i svojevremeno u Kini, mehanički je sat vjerojatnije nastao iz potrebe za preciznim astronomskim mjernim instrumentima. Tu su potrebu imali astrolozi, umijeće kojih je bilo dio medicinske prakse. Dva prethodnika sata su astrolab u poboljšanom islamskom obliku i ekvatorij, također islamski instrument, korišten za proračunavanje položaja planeta na temelju Ptolomejeva sustava. Najraniji zapadni satovi, poput onog kojeg je oko 1320. izradio Richard od Wallingforda, bili su opisivani kao astronomski modeli ili umjetni svemiri.
Utezi su kao izvor gibanja bili odavno poznati, a i zupčanici su postali obična stvar europskim obrtnicima. No da bi se učinak gravitacijske sile preveo u upravljivo gibanje bilo je potrebno neko sredstvo koje bi upravljalo spuštanjem utega, koji prepušten sam sebi pada ubrzano. Europljani nisu poznavali složeni zapinjač koji je razvio Su Sung. Prije spomenuto djelo Villarda od Honnecourta doduše sadrži crtež na kojem je prikazan kip anđela koji stalno pokazuje prema Suncu, a pokreće ga kolo čije žbice udaraju napet konopac razapet pomoću dva utega, što bi se moglo protumačiti kao grubi i grubo prikazani zapinjač. Činjenica da latinski jezik, kao i jezici zapadne Europe, ne pravi razliku između mehaničkoga i vodenoga sata, jako otežava praćenje rane povijesti mehaničkih satova, jer je u pisanim izvorima često teško razlučiti o kakvom se satu radi. Danas se većina povjesničara slaže da je europski zapinjač nastao u sjevernoj Italiji u drugoj polovici 13. stoljeća. Taj zapinjač je posve različit od kineskoga, a u engleskoj literaturi poznat je kao verge (ili crown wheel) escapement.
Prvi mehanički satovi bili su veliki željezni mehanizmi smješteni u tornjevima. Jedan je takav sat instaliran u Milanu 1309. Taj sat nije imao kazaljke niti je sam pokretao zvona, već je naprosto upozoravao zvonara kad treba potegnuti konop zvona. Prvi sat koji je automatski zvonjavom označavao satove ugrađen je 1335., također u Milanu. Do 1370. diljem Europe je bilo ugrađeno barem 30 takvih satova. Većina srednjovjekovnih satova nije bila osobito precizna, tijekom dana su kasnili ili žurili poprilično minuta. Isprva se zbog toga nitko nije uzrujavao, jer su tadašnja mjerila točnosti bila labava. Do tad su već astronomi podijelili sate na 60 minuta (što je Babilonsko naslijeđe), no srednjovjekovni su ljudi bili navikli na promjenljive zimske i ljetne sate, koji su slijedili ritam promjene raspoložive dnevne svjetlosti. No mehanički je sat postupno nametnuo sustav jednakih sati, potičući ljude da počnu vremenski uređivati mnoge djelatnosti koje dotad nisu bile tako uređene. U tekstilnim gradovima Flandrije satovi su tukli radne sate tekstilnih radnika. Gradski je sat postao instrument gospodarske, društvene i političke prevlasti, kojim su rukovali trgovci koji su upravljali gradom.
Prvi kućni satovi su se pojavili malo prije 1400. Imali su kazaljke za sate, kasnije i za minute, a nisu ih izrađivali kovači, kao velike satove za zvonike, već zlatari i srebrnari. U svezi sa srednjovjekovnim satovima važno je naglasiti da su oni bili prvi strojevi u cijelosti načinjeni od metala. Time ustanovljena tradicija precizne obrade metala odigrala je ključnu ulogu u izradi strojeva za proizvodnju tekstila tijekom industrijske revolucije. Urarski obrt postao je u renesansi za znanost ono što je mehaničarski postao za industriju, plodan izvor savršenstva i stručnosti.

### Bušotine, rudnici i kovinarstvo
Vađenje ruda i obrada metala su u ranom srednjem vijeku znatno nazadovale u odnosu na rimsko doba i neke su tehnologije zaboravljene. No preživjelo je skromno rudarstvo u otvorenim jamama i lokalne kovačnice. Poticaj povećanju proizvodnje dala je potreba za novim poljodjelskim alatima, poput teškoga pluga, i potrebe vitezova za oružjem i oklopom.

#### Kovano željezo
U proizvodnji željeza su se i dalje koristili stari postupci. Prvi je korak bilo pranje i pečenje rude, te njeno mrvljenje u komade prikladne za preradu u plitkom ognjištu (redukcijskoj peći). Nakon što je stoljećima bila tek udubljenje u zemlji s glinenom oplatom i kupolom, peći je dodan zdepast dimnjak od gline i pješčenjaka. Peć je imala otvor za izlaz plinova, otvor za punjenje rudom, te otvor pri dnu za vađenje žara, mekog i usijanog (ali ne rastaljenog) željeza (spužvasto željezo ili porozno željezo) i upuhivanje zraka pomoću mjehova. Za proizvodnju 1 kilograma željeza takva je peć trošila 12 kilograma drvenog ugljena. Spužvasto željezo se tuklo na plosnatom kamenu, da bi se iz njega izbacila šljaka (pijesak i glina) i da bi se željezu dao oblik šipki i ploča, prikladan za kovača.
Naravno, nije se znalo što se uistinu događa u peći (plitkom ognjištu). Znalo se da drveni ugljen daje željezo, ali se nije znalo da se to postiže izvlačenjem kisika iz rude (željezovi oksidi) i njegovim vezanjem s ugljikom u plin (ugljikov dioksid) koji je izlazio iz peći. Znalo se da predugo zagrijavanje daje neuporabiv proizvod, ali se nije znalo da do toga dolazi stoga što željezo, nakon što se riješilo kisika, počne upijati (apsorbirati) ugljik. Mnogo kasnije, kad se u pećima uspjelo postići dovoljno visoku temperaturu za taljenje željeza, rastaljeno sirovo željezo je ulijevano u kalupe ili ingote (otud naziv lijevano željezo), no u ranom je srednjem vijeku slučajno dobivanje gruda kovine odveć krte za obradu kovanjem bilo naprosto neprilika. No ako je sve prošlo dobro, nekoliko sati rada je davalo oko 1 kilogram uporabivog željeza.
Srednjovjekovni mjehovi su bili drvene kutije zatvorene komadom kože, koje se moglo pritiskati rukom ili nogom, što je zrak kroz malu rupu tjeralo u cijev i kroz mlaznicu (sapnicu) u vatru, a mijeh se ponovno napuhivao užetom i elastičnim komadom drveta. U kasnijim pećima koje su talile željezo, korišten je par mjehova koji su ispuhivani naizmjenično, tako da se dobije stalna struja zraka. Kovač koji je obrađivao željezo iz plitkog ognjišta oslanjao se na iskustvo, vještinu i tradiciju. Znao je da kovinu može načiniti tvrđom tako da je zagrije i drži na visokoj temperaturi neko vrijeme, ali nije znao zašto se to događa: željezo bi na površini iz drvenog ugljena apsorbiralo malu količinu ugljika, manje od 1%, a i u ovom je slučaju predugo zagrijavanje davalo loman i neuporabiv proizvod. Najznamenitiji proizvod kovača bio je dugi mač, koji se proizvodio višestrukim stanjivanjem i preklapanjem na gornji način očvrsnutih traka željeza. Oko 800. dobar je mač vrijedio tri krave.
Jedna od novina u obradi željeza bilo je uvođenje naprave za izvlačenje željezne žice. Velike količine željezne žice bile su potrebne za izradu žičanih oklopa (oklopa od međusobno povezanih prstenova). Umjesto da se žica proizvodi dugotrajnim kovanjem, sada se proizvodila provlačenjem usijanog željeza kroz sve uže rupe. 
Tijekom 12. stoljeća opaža se širenje kovača na selo. Isprva su kovači bili prije svega proizvođači oružja i opreme za vitešku elitu, a pojavljuju se na selu tek kad se poljodjelstvo počelo oslanjati na njihove proizvode. Jedna studija o francuskoj pokrajini Pikardiji pokazuje da u njoj do 1125. uopće nije bilo seoskih kovača, a da ih je 1180. već bilo 30. Prirodni potrošači kovačevih proizvoda bili su stolari (sjekire, pile, čavli, svrdla, dlijeta i drugo). S vremenom su im se pridružili zidari, kolari, mlinari, brodograditelji.

#### Visoka peć i lijevano željezo
Prema nekim povjesničarima je visoka peć (peć za proizvodnju sirovog željeza) najveće tehnološko postignuće srednjega vijeka. U postupku oblikovanja srednjovjekovne visoke peći je vodeničko kolo još jednom igralo glavnu ulogu. Širenje vodeničkih kola s pritoka i malih rijeka na velike rijeke bilo je omogućeno izgradnjom brana i vodeničkih jaraka, koja se opaža naročito nakon 1300., a okomito je kolo opremljeno nizom dodataka, poput mehaničkog automatskog regulatora: kvadratni segment osovine mlinskog kamena je vrtnjom udarao u produžetak na lijevku mlina i istresao brašno iz njega: što se kolo brže vrtjelo to se lijevak brže tresao. Razvijeno je više novih primjena snage vode, poput izvlačenja metalne žice ili crpljenja vode iz rudnika, no najznačajnija je bila taljenje željezne rude u novim visokim pećima.
Kada su i gdje visoke peći nastale nije posve jasno. Kineske visoke peći pogonjene snagom vode su se s vremenom proširile do Perzije, ali nije poznato kada, niti kako su se otuda širile dalje na Zapad. Prva poznata europska visoka peć otkrivena je u Švedskoj, a vjerojatno je radila prije 1350. Stari postupak redukcije željezne rude u spužvasto željezo i njegova daljnja obrada u kovano željezo, očigledno je nudila mogućnost mehaniziranja pomoću vodeničkog kola i čekića kojeg pokreću zrakasto postavljene drvene poluge, koja je kombinacija do 14. stoljeća bila u širokoj uporabi. Sada je vodeničko kolo iskorišteno za pokretanje para velikih mjehova koji su naizmjence upuhivali zrak u peć, što je znatno povisilo temperaturu u peći. Osim time, struja zraka je pojačana i novim oblikom peći. Dotad je peć bila tek jama sa zdepastim dimnjakom. Sada je postala visoka zidana građevina kvadratne baze, uzdignuta iznad talioničke posude izgrađene na kamenom ognjištu. Dimnjak je bio načinjen od dva okomita dijela. Kraći niži dio imao je oblik obrnute krnje piramide, a gornji viši dio oblik uspravne krnje piramide. Čitava je struktura bila visoka desetak metara.
Snažna struja zraka u takvim pećima zagrijava rudu do temperature na kojoj apsorpcija ugljika postaje vrlo brza, što daje slitinu koja sadrži oko 96% željeza i 4% ugljika. Temperatura taljenja takve slitine je oko 1100° C, što je mnogo niže od temperature taljenja čistog željeza (1530 °C), a to pak omogućuje lijevanje rastaljenog željeza. Tako je visoka peć drevno umijeće proizvodnje željeza uvela u industrijsko doba. Lijevano je željezo postalo traženi poluproizvod posve novoga dvostupanjskog postupka.
Visoka peć pokretana vodeničkim kolom je mogla raditi bez prestanka tjednima ili mjesecima. Pijesak i glina koji su sadržavali željeznu rudu su miješani s vapnencem (talionički dodatak). Peć je punjena slojevima te smjese, između kojih su dodavani slojevi drvenog ugljena. Tijekom zagrijavanja su glina, pijesak i vapnenac stvarali šljaku koja je plutala na površini rastaljenoga željeza. Šljaka se povremeno uklanjala kroz otvor smješten pri vrhu peći, a željezo je istjecalo kroz otvor pri dnu peći. Takvo je željezo nazivano sirovo željezo (eng. pig iron). Ohlađeni ingot sirovog željeza, težak stotinjak kilograma, je prevožen u drugu peć. Ta je peć imala ognjište u kojem je izgarao drveni ugljen i dva ulaza za struju zraka (koju su također davali mjehovi pokretani vodeničkim kolom): jedan za ognjište, a drugi za puhanje na željezo koje se zagrijavalo. Kisik iz struje zraka koja je upuhivana na željezo se spajao s ugljikom iz željeza, dajući čisto željezo. Novi je način proizvodnje davao mnogo više željeza uz mnogo manje rada, što je snizilo cijenu željeza i umnožilo njegove primjene.

#### Bušotine i rudnici
Bušenje za naftom seže 800 godina u prošlost. Prirodno cijeđenje sirove nafte iz podzemnih slojeva bilo je iskorištavano još mnogo ranije za dobivanje goriva za uljanice, no ono je postalo nedostatno da zadovolji potražnju. Zato su se u 12. stoljeću naftna vrela bušila u Europi (kraj Napulja) i u islamskom svijetu. Jamski ugljen je u Europi bio poznat barem od 13. stoljeća, ali je rijetko korišten zbog straha od otrovnih plinova.

### Brodogradnja i pomorstvo
Tijekom ranoga srednjega vijeka brodogradnja je napredovala i na jugu i na sjeveru Europe. Na Sredozemnom moru je tijekom ranog srednjeg vijeka trokutasto latinsko jedro konačno uspješno postavljeno na veća plovila. Tu su tehniku najprije razvili muslimani, od njih su je preuzeli Bizantinici, a potom i ostali Europljani, tako da je do 800. latinsko jedro prevladalo na Sredozemnom moru. Bilo je obješeno na dugi nakošeni križ jarbola. Jedan kraj križa se uzdizao iznad vrha jarbola, a drugi je dopirao gotovo do palube. Takvo jedro može zahvatiti vjetar s obje strane i poboljšalo je pokretljivost broda. No baratanje takvim jedrom nije bilo lako. 
Istodobno s uporabom latinskoga jedra, na Sredozemnom moru se pojavio korjenito novi sustav izgradnje trupa broda. Dotada je korito građeno tako da su najprije slagane daske, a potom unošen kostur. Sada je postupak obrnut, tako da je najprije građen kostur (kobilica i rebra broda). Takvi brodovi nisu bili onoliko čvrsti kao rimski građeni na stari način, ali su zahtijevali mnogo manje rada i stoga su bili jeftiniji, što je pojeftinilo i trgovinu.
Na sjeveru Europe se brodogradnja razvijala zasebno. Najstariji poznati sjevernjački brod pronađen je u Danskoj i datira iz oko 350. pr. Kr. Dug je oko 13 metara, građen je tako da mu se daske preklapaju (preklopna građa), a daske su međusobno privezane, a ne zabijene čavlima. Brod nema niti jarbol, niti kobilicu, niti brave za duga vesla i očigledno ga se pokretalo kratkim veslima (veslači su veslali okrenuti prema pramcu), kao pri veslanju u kanuu. Drugi poznati stari sjevernjački brod datira iz 3. stoljeća, dug je 24 metra, građen je na isti način kao onaj stariji (preklopna građa), ali su daske sada, osim što su međusobno privezane, još i pribijene čavlima. Niti on nema jarbol, ali je u njemu 28 veslača sjedilo okrenuto prema krmi i veslalo dugim veslima. Brod pronađen u Engleskoj, a koji potječe iz oko 600., dug je oko 27 metra i preklopne građe, ali građen od spojenih kraćih dasaka, što je uklonilo potrebu korištenja dugih dasaka (nalaženja pogodnog visokog i ravnog drveća). Niti taj brod nema jarbol ni kobilicu. Najstariji sjevernjački brod s kombinacijom križnog (kvadratnog) jedra i dugih vesala je [[vikinzi|vikinški]] brod s kraja 9. stoljeća, otkriven u Norveškoj. Jarbol mu je učvršćen u masivnu kobilicu izrađenu iz jednog komada drveta, što mu daje veliku čvrstoću. Ovakav dugi brod bio je rezultat dugoga razvoja i nije namjerno oblikovan za prepade, ali se pokazao savršenim za tu svrhu. U to je doba Europa bila primamljiva meta, a istodobno ranjiva. Opljačkana roba je preprodavana, pa je u mješavini pljačke i trgovine naposljetku prevladala trgovina. 
Vikinzi su imali i svoju verziju obloga, trgovačkoga broda (knorr), brod preklopne građe, širok i uglavnom pokretan jedrima, uz nekoliko dugih vesala. No do 10. stoljeća preklopna je građa zastarjela, a u Nizozemskoj se je pojavio bolji obli brod ili koga«. Bio je građen od dasaka poredanih jedna do druge, koje se ne preklapaju (način gradnje preuzet sa Sredozemnoga mora) i imao je korito ravna dna. Takvo je dno bilo prikladno za pristajanje na plažama, ali je zbog njega brod bio izložen zanošenju. Povećanje broja luka na sjeveru u 11. stoljeću omogućilo je da se dno koga zaobli i da mu se doda duboka kobilica, što je riješilo problem zanošenja. Ti su brodovi bili pogonjeni isključivo vjetrom, imali su jedno veliko križno jedro od pamučne ili lanene tkanine. Bok broda izvan vode je povišen. Dok je knorr mogao prevoziti 50 tona tereta uz posadu od 12 do 14 ljudi, nova koga je mogla prevoziti 200 tona uz posadu od 18 do 20 ljudi, a do kraja 12. stoljeća kapacitet je dosegnuo 300 tona. 
Krajem 12. stoljeća na Sredozemnom moru su se pojavili brodovi s dva jarbola. Brodogradilišta Venecije i Genove su proizvodila brodove s dvije ili tri palube i parom jarbola s latinskim jedrima. Imali su velik teretni prostor što je snizilo cijenu prijevoza i potaknulo trgovanje rasutim teretom. 
Tijekom 13. stoljeća na Sredozemnom moru se pojavila velika galija, potekla iz venecijanskog Arsenala, koja zapravo uopće nije bila galija, već jedrenjak koji je vesla koristio samo pri ulasku u i izlasku iz luke. Imala je dva, a kasnije tri jarbola, s velikim glavnim jedrima i mogla je prevoziti 150 tona tereta (svila i začini prema sjeveru, vuna i vunena tkanina prema jugu). Oko 1300. se za plovidbu Sredozemnim morem počeo rabiti novi model sjevernjačke koge, opremljen drugim jarbolom i latinskim jedrom. Takvi su brodovi napose građeni i korišteni u Genovi, i do 1400. su dosegnuli kapacitet od 600 tona. 
U 11. stoljeću su sjevernjačkim kogama dodane kule, nadgradnje na palubi na pramcu i/ili krmi, koje su služile za obranu od gusara. U sredozemnoj su brodogradnji te kule preuzete i postupno su postale dio trupa broda te su se pokazale djelotvornima za obranu od gusara. Takva u trup broda ugrađena pramčana kula (prednja paluba), postala je stalna odlika jedrenjaka i služila je kao zaklon za posadu i spremište rezervne užadi.

#### Kompas
I kompas potječe iz Kine. Vodeni kompas, gdje magnetizirana željezna igla učvršćena na daščicu pluta na vodi, opisan je u cijelosti u 11. stoljeća, ali je vjerojatno bio poznat mnogo prije. Prvi europski pisani izvor u kojem se opisuje mornarički kompas je djelo Alexandera Neckama De naturis rerum, napisano oko 1190. Igla na osovini je talijanski izum iz 13. stoljeća. Uporaba kompasa se širi tek nakon 1280. Osim toga, srednji vijek ne poznaje kvadrant niti nautički astrolab, mjerne instrumente renesanse.  Općenito se smatra da je Poslanica o magnetu Petra Hodočasnika (Pierre de Maricourt, Petrus Peregrinus) iz 1269. zapravo prvi pravi znanstveni rad zapadnoga kršćanstva. Iz njegova rada, nakon mnogo vremena, izrasla su istraživanja Normana i Gilberta, a iz njihova, pak, čitava teorija i praksa elektromagnetizma. Štoviše, utjecaj magneta na kompas je postao znanstveni temelj učenja o utjecaju, koje je ranije bilo čisto magijsko. Ono je pružilo radni model za nauk o privlačenju (Kepler), koji je prožeo čitavu znanost i koji je vodio Newtonovu mehaniku. Kompas kao sredstvo navigacije je sazrijevao u Sredozemnom moru. Pritom je važna bila izrada pomorskih karata. Osim toga brodovi su koristili i pješčane satove (računanje brzine broda i prijeđene udaljenosti).

#### Krmeno kormilo
Krmeno je kormilo je odavno bilo poznato u Kini i moguće je da je iz Kine stiglo u Europu, ali je isto tako moguće da je neovisno izumljeno u Bizantu ili na Baltiku. Središnje je kormilo bilo teško postaviti zbog oblika kobilice na krmi broda, pa je rabljeno veslo za upravljanje sa strane broda. Čini se da u Europi uvođenje krmenoga kormila nije bilo potaknuto potrebom za boljom upravljivošću, jer je veslo za upravljanje sasvim dobro služilo toj svrsi. No nove su koge postale toliko visoke da su zahtijevale vrlo duga vesla za upravljanje, što je stvaralo probleme. Ravna krma koge je bila zgodno mjesto za postavljanje kormila. U 13. stoljeću krma je izravnana i dodano je krmeno središnje kormilo. To je jako poboljšalo upravljivost broda, vjetar se mogao bolje iskoristiti, a moglo se ploviti i po lošem vremenu. 
Kompas i krmeno kormilo imali su na moru učinak jednak onome konjske orme na kopnu. Plovidba otvorenim morem je postala izvediva i zamijenila je obalnu plovidbu. Time su oceani po prvi put postali dostupni za istraživanje. Neki pak smatraju da uvođenje krmenog kormila u 13. stoljeću vjerojatno ipak nije bilo toliko značajno kao što se vjerovalo. Nije se značajno poboljšala upravljivost, za značajnu promjenu smjera je i dalje trebalo pomicati jedra, ali je ovakvo kormilo ipak smanjilo vrijeme i napor potrebne za održavanje broda na pravcu (kursu). 
Napredak u moreplovstvu imao je značajne posljedice na napredak znanosti. Plovidba otvorenim morem zahtijeva astronomska motrenja i izravno je potaknula razvoj precizne astronomije i instrumenata prikladnih za uporabu na palubi. Plovidba oceanima je napose nametnula problem određivanja zemljopisne širine. Potreba za kompasima i drugim instrumentima potaknula je novu industriju, koja je također imala veliki utjecaj na znanost, napose postavljajući sve više standarde točnosti mjerenja. Sva ta poboljšanja su dovela do revolucije u sredozemnoj pomorskoj trgovini. Tisuću godina se od Italije u Egipat ili Malu Aziju i natrag putovalo jednom godišnje. Sada su talijanski brodovi prestali prezimljavati na istoku i mogli izvesti dva takva putovanja tijekom jedne godine. Brodovi su iz Venecije polazili u veljači i vraćali se u svibnju, te ponovno polazili na put u kolovozu i vraćali se prije Božića. Novi veći brodovi ohrabrili su plovidbu u Sjeverno more. Prvo su 1277. stigle galije iz Genove, a nakon toga i jedrenjaci. Do 1314. su venecijanski brodovi redovito plovili do Flandrije.
Rana uporaba vatrenog oružja na moru nije dala osobite rezultate i iznijela je na vidjelo neke probleme. Galije, koje su imale nizak bok iznad vode, nisu se pokazale prikladnim nosačima topova. Postavljeni na palube i kule plovila višeg boka topovi su pak dodatno otežavali brod i činili ga nestabilnim pri lošem vremenu. Ti će problemi biti riješeni tek kasnije, postavljanjem topova na vlastitu palubu s otvorima u koritu broda, što će pak dovesti do novog načina pomorskog ratovanja.

### Graditeljstvo
Tijekom ranog srednjeg vijeka u sjevernoj Europi se nisu proizvodile opeke, sve do kasnog srednjega vijeka. Zaboravljeno je i umijeće proizvodnje rimskoga cementa i betona i ono će se iznova pojaviti tek u 19. stoljeću. Katedrala Notre-Dame u Parizu, čiji je kamen temeljac položen 1163., bila je jedna od prvih katedrala koje su prihvatile gotički stil u arhitekturi. To je jedna od prvih zgrada na kojoj se pojavljuju vanjski potpornji (kontrafori), odvojeni od zidova, koji drže svodove bez potrebe za unutrašnjim sponama. Do 1182. je bila dovršena apsida (dio iza oltara) i kor; do 1196. bila je dovršena lađa, a do 1250. i dva velika zvonika. Dotjerivanje građevine potrajalo je do 1345.

### Staklo i naočale
Staklo, poznato u antičko doba, iznova će se pojaviti u industriji tek u 13. stoljeću, nadasve u Veneciji, a počet će se industrijski proizvoditi tek u Italiji u 14. stoljeću, kao i papir, koji će svoj procvat doživjeti tek izumom tiskare. Staklo u srednjem vijeku uglavnom predstavlja vitraj. Proizvodnja stakla u 12. stoljeću je slijedila stare postupke. Smjesa koju je činio pepeo drveta i pijesak u omjeru 2:1 je zagrijavana u peći umjerene temperature, pri čemu natrijev karbonat (Na2CO3) iz pepela reagira sa silicijevim dioksidom (SiO2) iz pijeska. Tako dobivena sirovina je taljena na visokoj temperaturi i puhana pomoću željezne cijevi. Za proizvodnju prozorskoga stakla, mjehur nastao puhanjem je oblikovan u valjak, baze su mu odsječene, plašt je presječen duž osi i izravnan u ploču. Tijekom vremena su se za dobivanje stakla željene boje u mješavinu počeli dodavati oksidi metala (kobalt za plavu, mangan za ljubičastu, bakar za crvenu, željezo za žutu). Zapravo je najteže bilo dobiti bezbojno staklo (dugo to uopće nije bilo moguće).
Razvoj naočala između 13. i 16. stoljeća izveli su isključivo vješti majstori, bez pomoći znanosti. Nije se znalo kako djeluje oko i što izaziva dalekovidnost i kratkovidnost. Optika se nije razvila do istraživanja leća i prepušta ih majstorima. Jedan od razloga za to bio je i stav aristotelske filozofije prirode, prema kojoj optički instrumenti izobličuju prirodu. Europski su redovnici koristili kamenje za čitanje, tanke komadiće prozirnog berila i kvarca. No ta su pomagala bila sprave za jedno oko. Naočale su vjerojatno izumljene u Italiji krajem 13. ili početkom 14. stoljeća. S tim pronalaskom nisu povezana imena znanstvenika i vjerojatno su za njega zaslužni majstori staklari, koji vjerojatno nisu poznavali Alhazenova i Baconova djela. Pretpostavlja se da su pronađene slučajno, prilikom izrade staklenih ukrasa u obliku leća.
O pronalasku naočala postoje dva pisana izvora. Jedan je nadgrobni spomenik u Firenzi, na kojem piše da u grobu počiva Salvino delli Armati, izumitelj naočala, koji je umro 1317. U kronici jednog samostana u Pisi piše kako je fratar Aleksandar de Spina bio veoma vješt, te je na temelju naočala koje je vidio uspio i sam ih izraditi. Umro je 1313. Na temelju izvještaja i portreta iz 14. i 15. stoljeća zaključujemo da su prve naočale bile konveksne, za dalekovidne. Konkavne naočale, za kratkovidne, vide se na portretu pape Leona X., kojeg je 1517. naslikao Rafael. Bile su vrlo skupe. Naočale su brzo stekle popularnost. 1289. talijanski autor Sandro od Popoza bilježi kako je taj nedavni izum prava blagodat za sirote starce kojima je oslabio vid. Talijani su ih nazvali lećom jer su nalikovale na zrno leće. Prve su naočale držale vrpce i remenčići, a ideja da ih se pričvrsti na metalne krakove koji se zatiču za uši pojavila se u 18. stoljeću.

### Papir
Papir je bio proizvođen u Kini već u 2. stoljeću. Otuda se proširio najprije islamskim svijetom, u Bagdadu je već korištena snaga vode, a u Španjolskoj se takve tvornice javljaju oko 1150. Veća proizvodnja lanenoga platna, potaknuta modom nošenja lanenih košulja i rublja, dala je sirovinsku bazu za proizvodnju papira u Europi, postupci koje su preuzeti iz Kine. Tako je cijena papira pala, a tržište se proširilo. Papir se proizvodio u dva koraka. U prvom krpe su se rezale, namakale, sjeckale i tukle u koritima batovima sa šiljcima. U drugom je koraku tako dobivena kaša prenošena u spremnik tople vode, miješana i uranjana u pravokutni kalup s rešetkastim dnom od žice. Slojevi kaše su podizani i slagani na hrpu, razdvojeni filcem, a iz hrpe bi se potom iscijedila voda. Tako dobiveni listovi su sušeni, izglađeni kamenom, te uronjeni u spremnik smjese od želatine i stipse. U kršćanskoj Europi se snaga vode u proizvodnji papira počela koristiti 1276. u Italiji.